# Pseudococcus solomonensis
Pseudococcus solomonensis är en insektsart som beskrevs av Williams 1960. Pseudococcus solomonensis ingår i släktet Pseudococcus och familjen ullsköldlöss. Inga underarter finns listade i Catalogue of Life.